# Medeleni (okręg Jassy)
Medeleni – wieś w Rumunii, w okręgu Jassy, w gminie Golăiești. W 2011 roku liczyła 117 mieszkańców.